# Парк Дружбы народов (Ульяновск)
Парк Дружбы народов — главный городской парк и лесопарк в центре Ульяновска.

## История

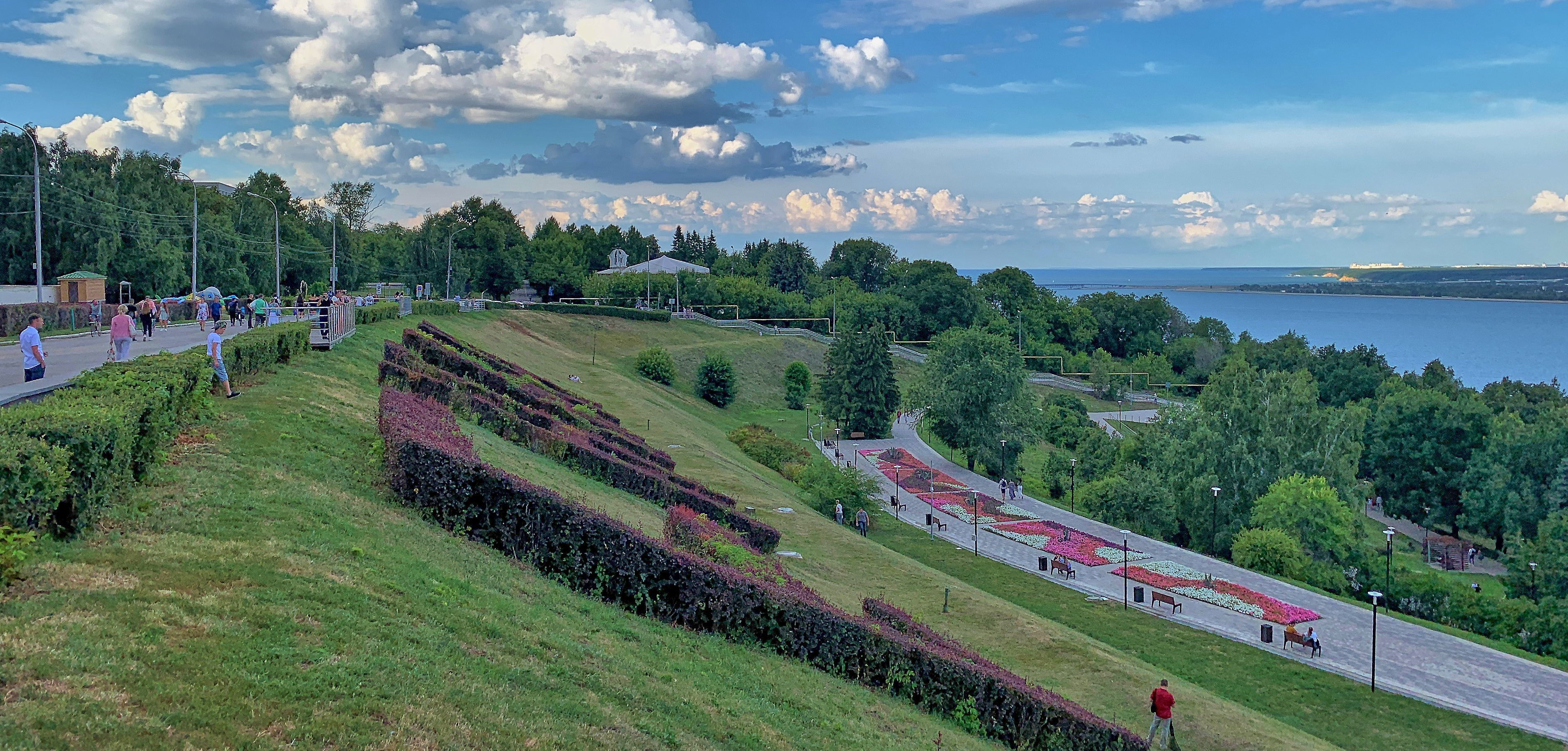
Парк Дружбы народов, вид сверху.

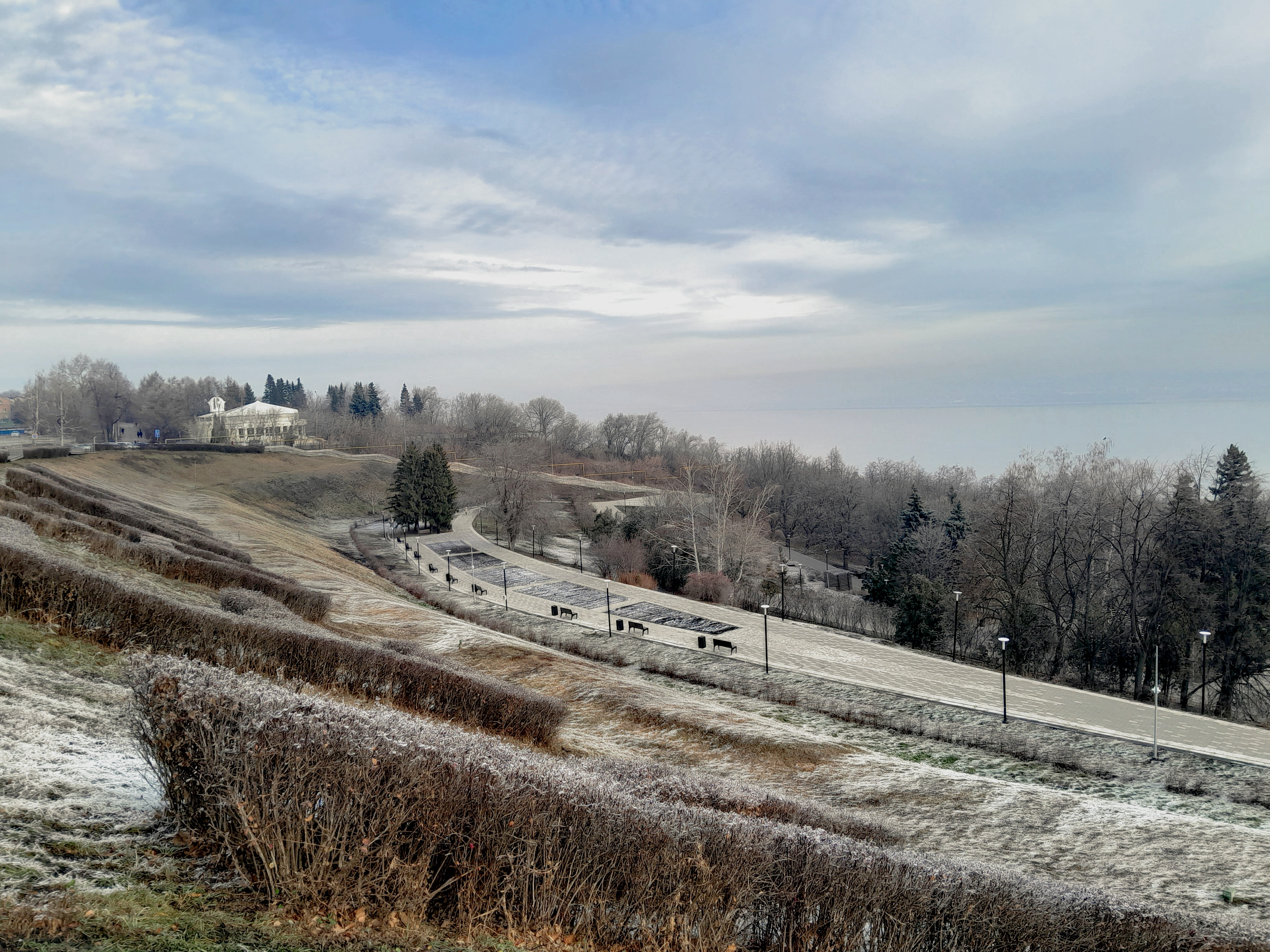
Парк Дружбы народов в Ульяновске.

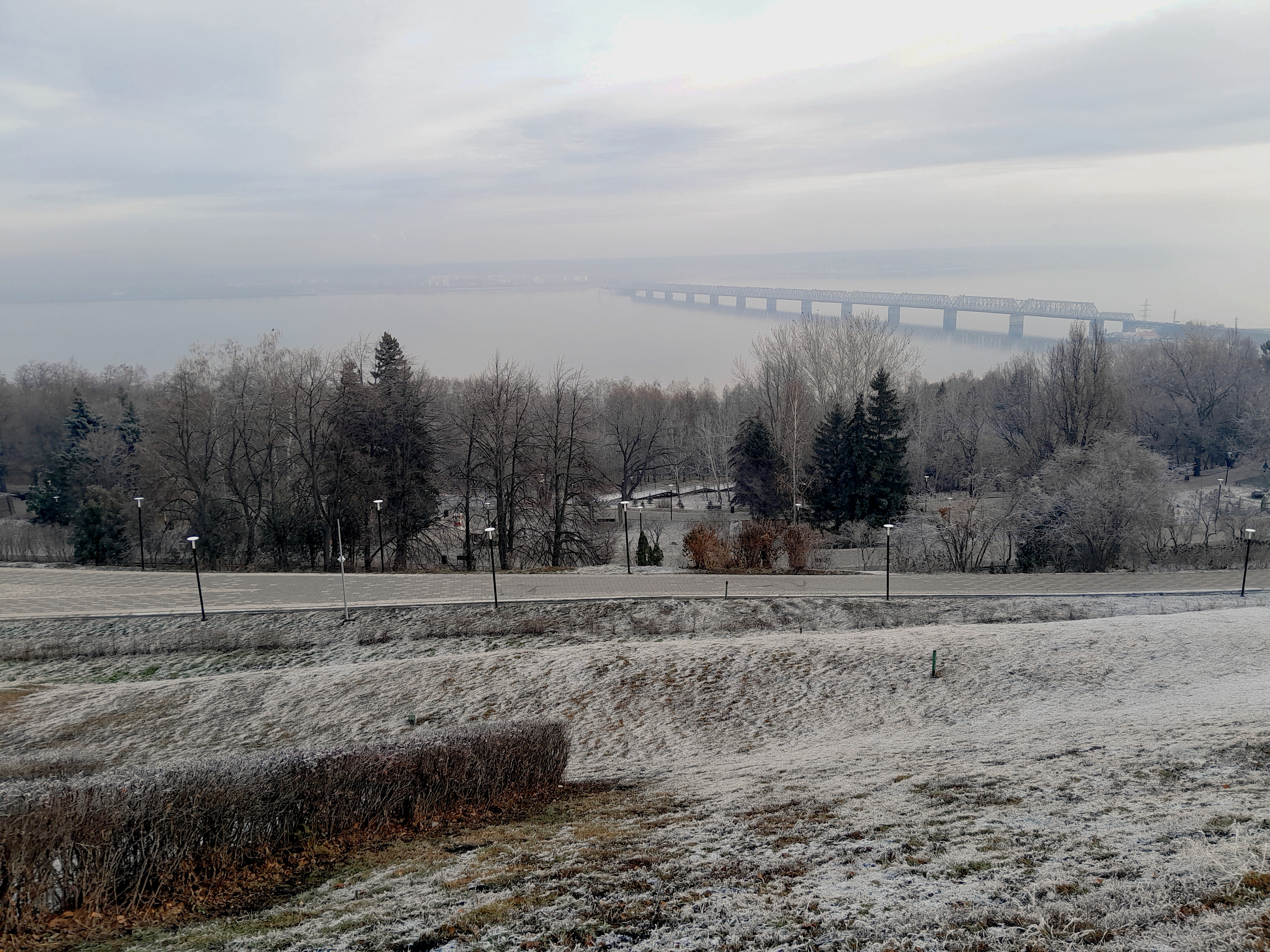
Парк Дружбы народов в Ульяновске.

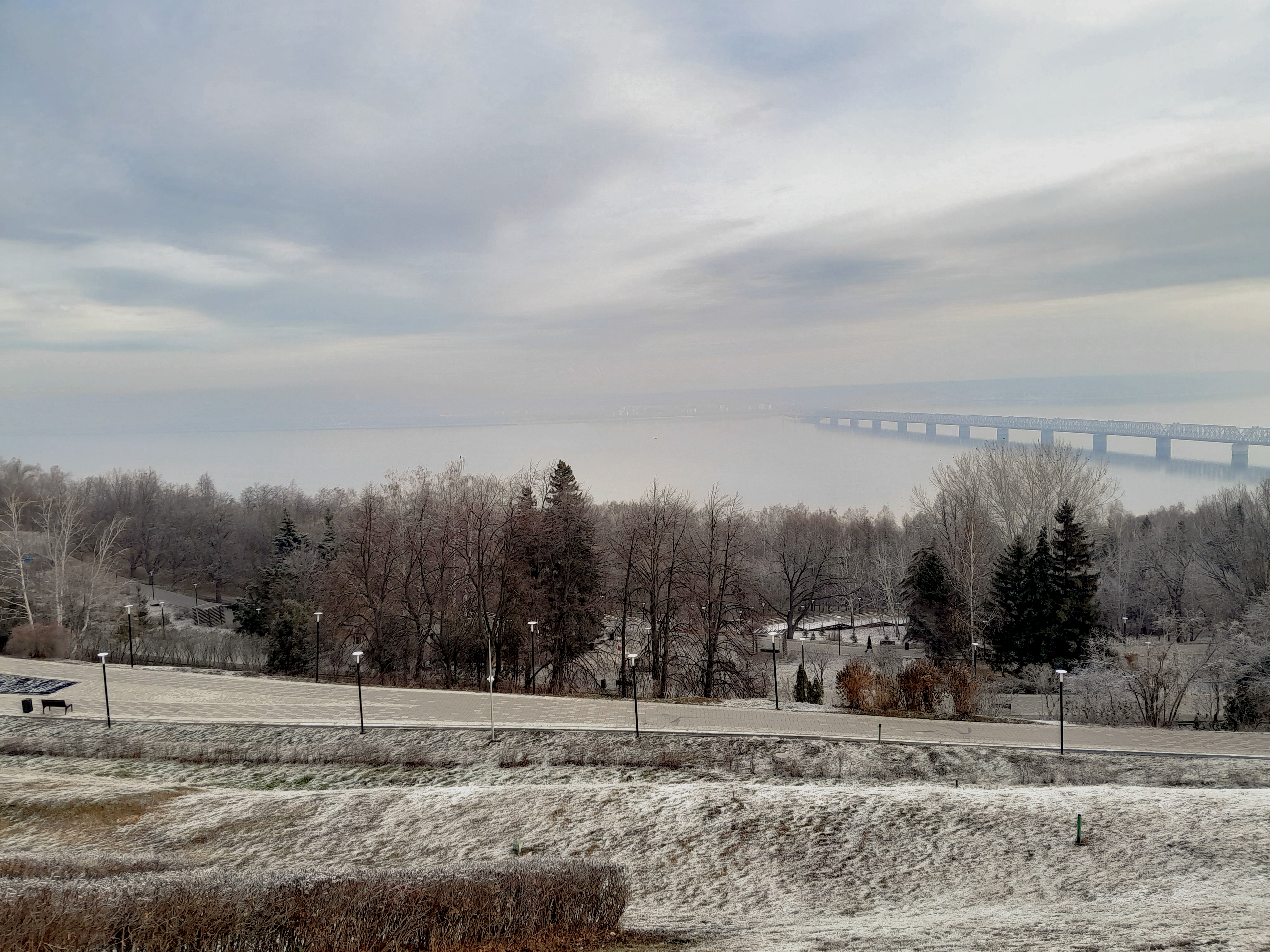
Парк Дружбы народов в Ульяновске.

Парк строился в качестве символического дара советских республик городу, в котором родился В. И. Ленин, к 100-летию со дня его рождения. Поэтому в советские годы парк Дружбы народов в Ульяновске считался одной из главных достопримечательностей города.
Проект парка был разработан архитектором А. Бросманом и утверждён в 1966 году. В строительстве и обустройстве парка принимали участие архитекторы, скульпторы и садовники из 15 союзных республик, в том числе инженер зелёного строительства  Шафранский Тимофей Потапович. В 1969 году парк был официально открыт. Но окончательно обустройство парка завершилось к 1977 году.
После распада Советского Союза финансирование парка сильно сократилось, что привело к его запустению. Многие скульптуры были похищены, большая часть композиций была разрушена и заросла травой и кустарниками.
В 2019-2023 годах проводятся восстановительные работы, начавшиеся с верхней части парка.

## Описание
Парк делится на три зоны:
- мемориальная часть в виде склона с надписью «ЛЕНИН» из кустов барбариса;
- верхний партер из 15 прямоугольных площадок (по одной на каждую республику СССР);
- нижний парк с садами и скульптурами, символизирующими союзные республики СССР.

## Галерея

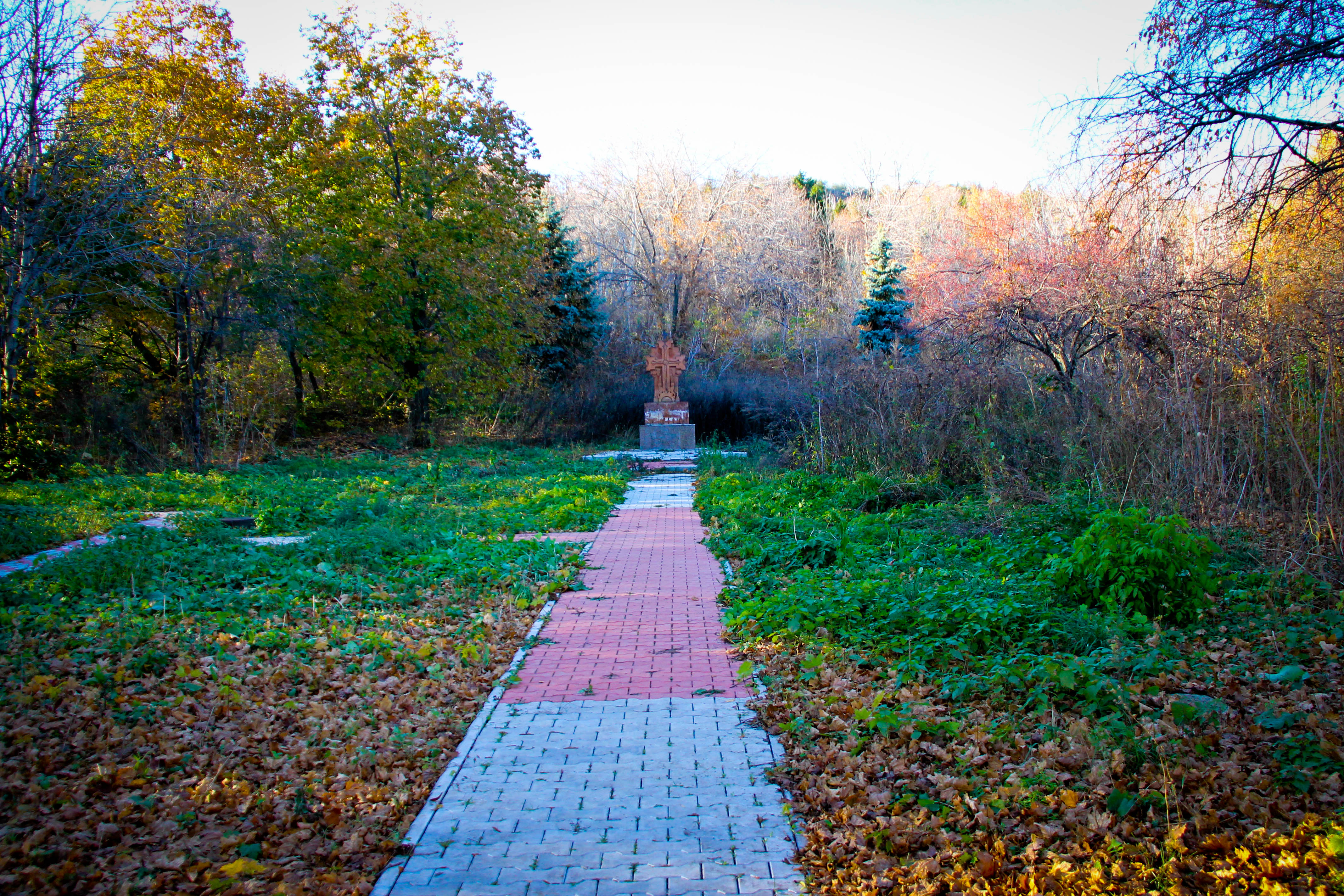
Дорожка к Кресту (Армянская ССР).
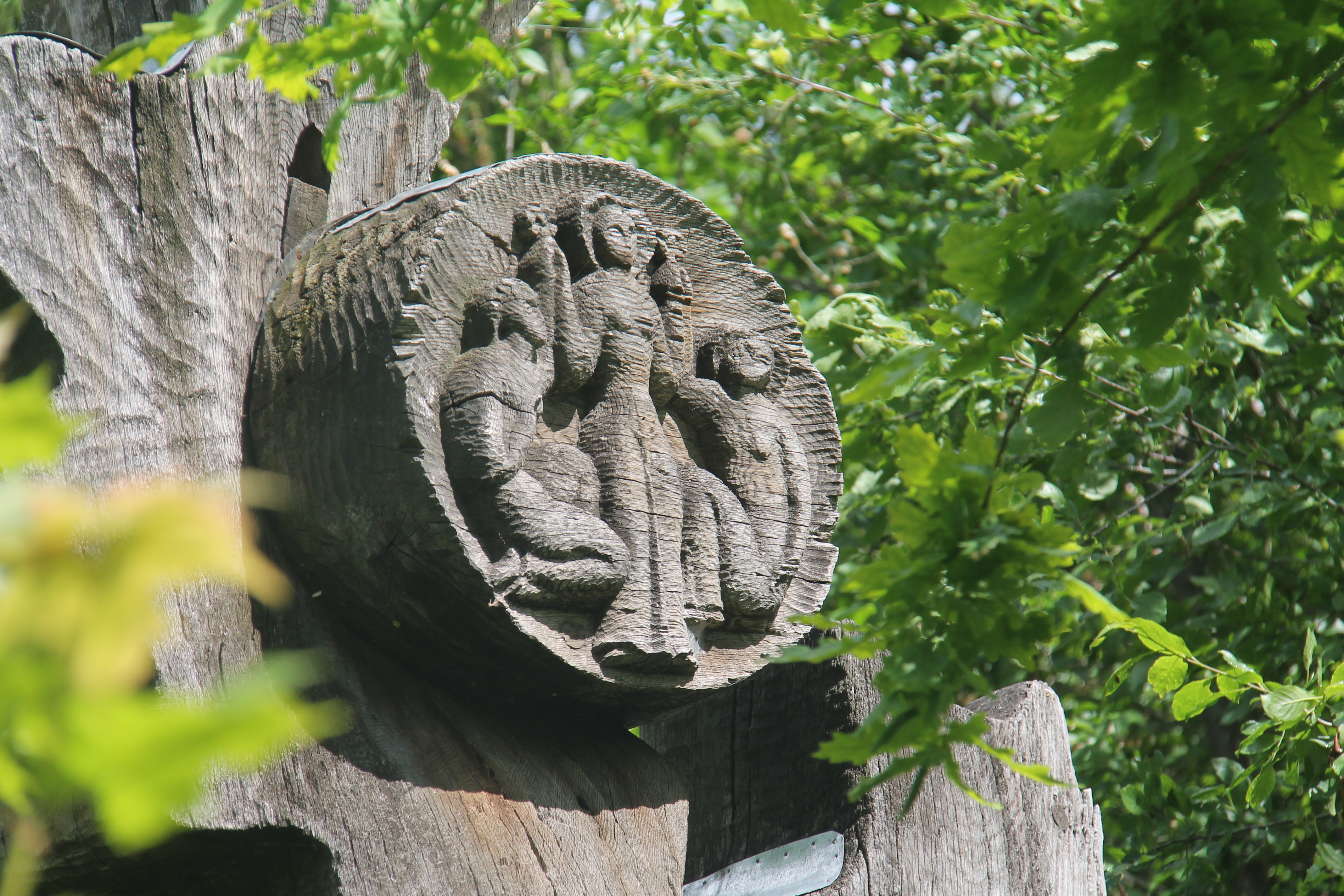
Скульптура Литовской ССР.
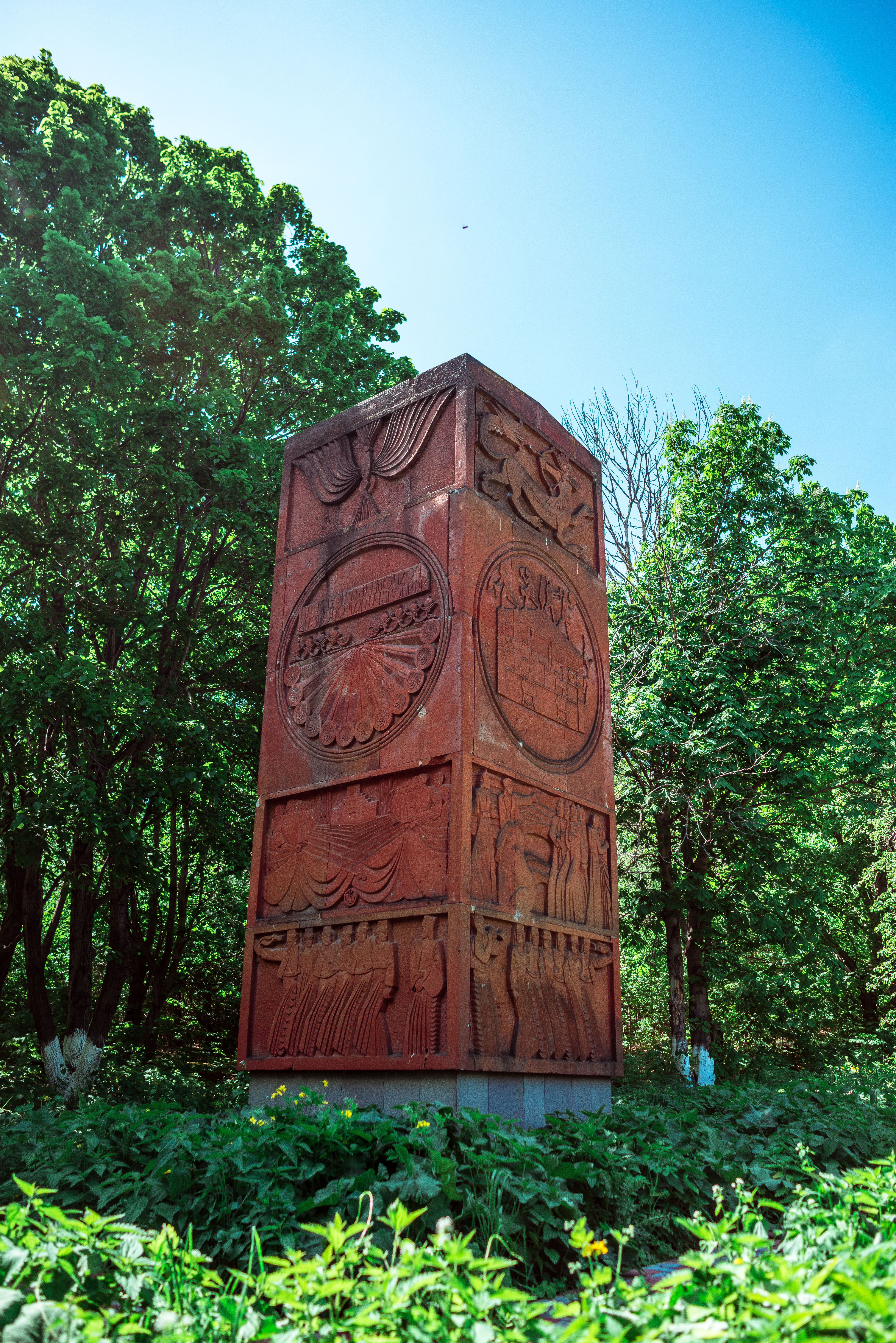
Скульптура в парке (Грузинская ССР).
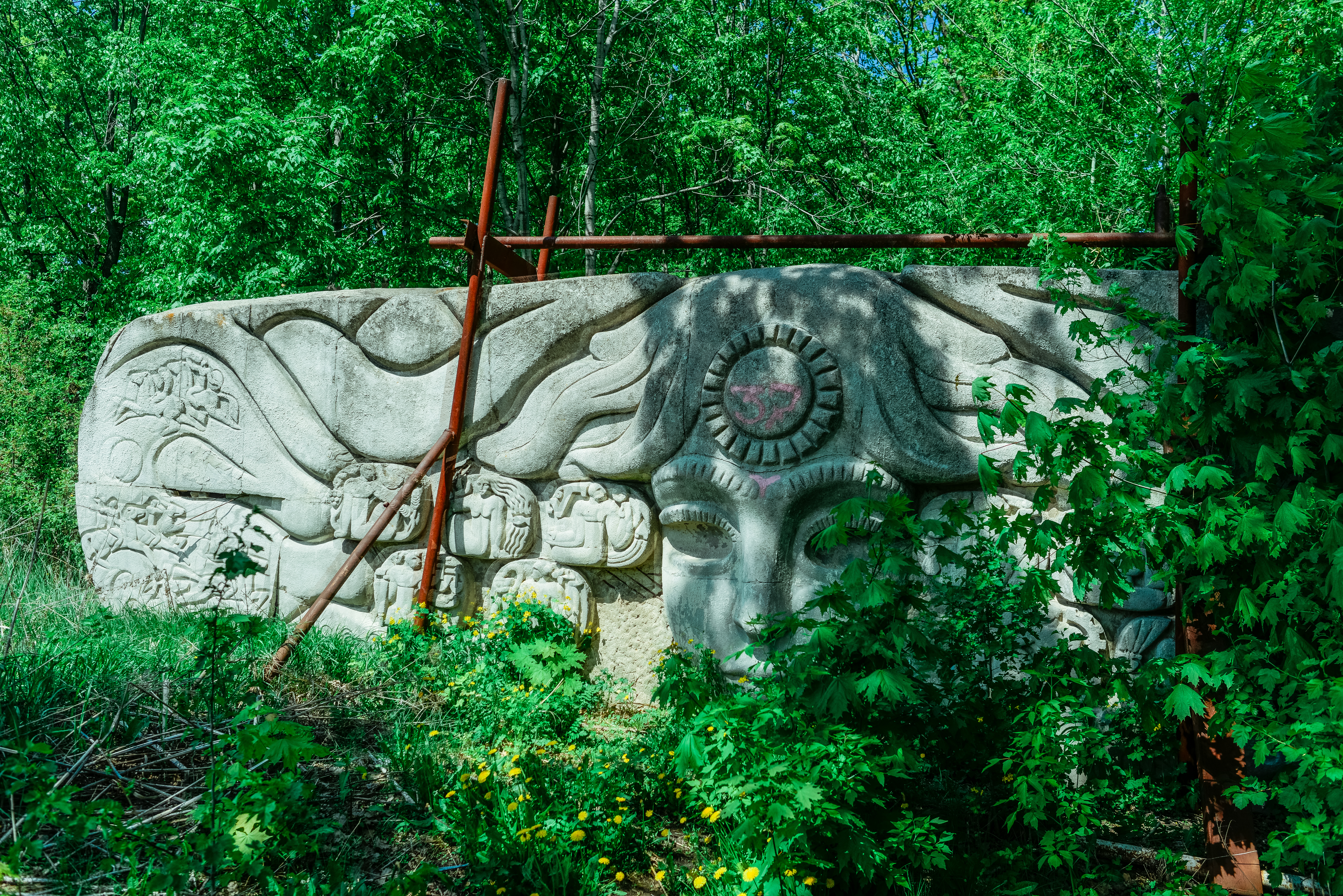
Скульптура в парке.
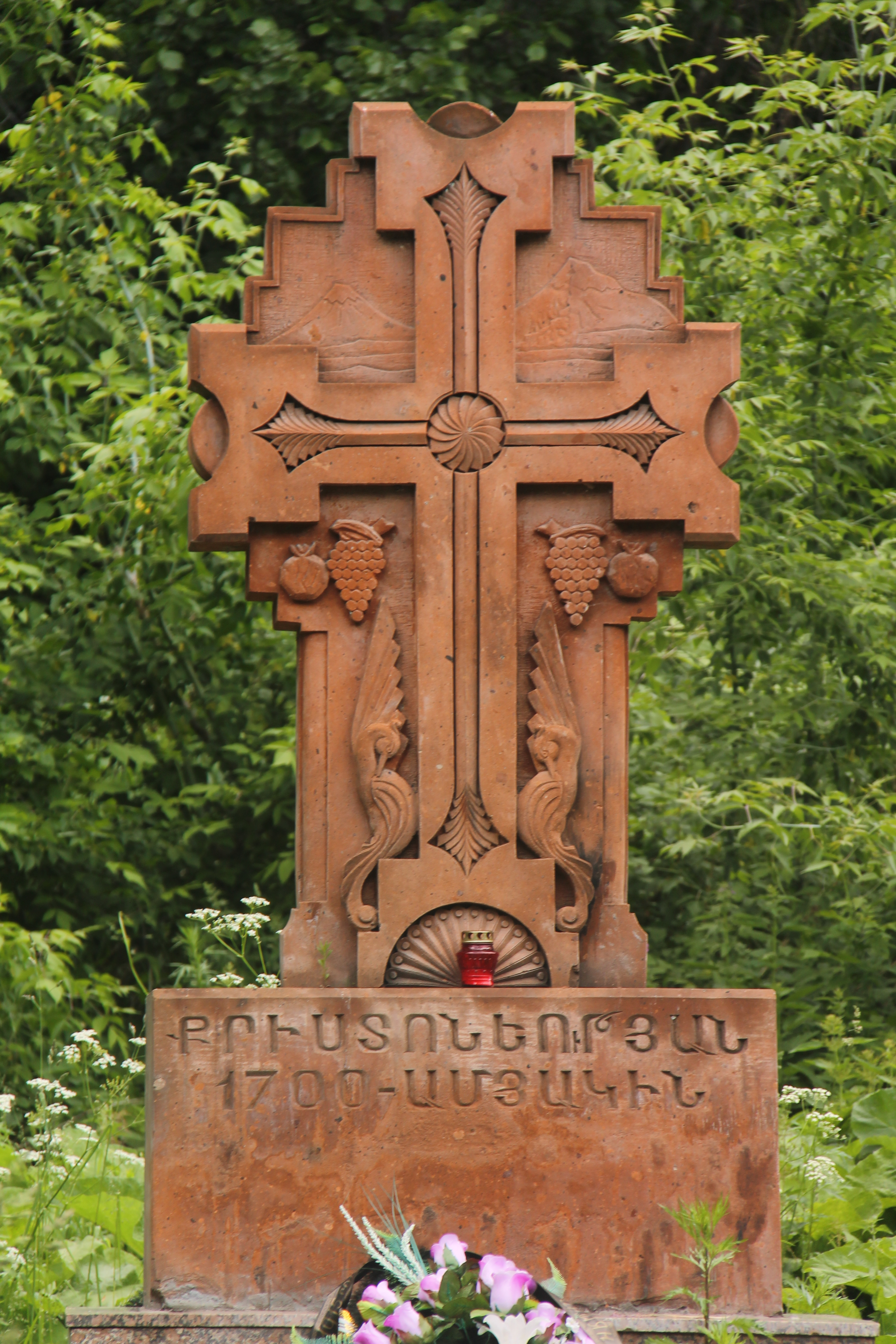
«Хачкар» установленный к 1700-летию крещения Армении. Установлен в парке на площадке Армянской ССР.
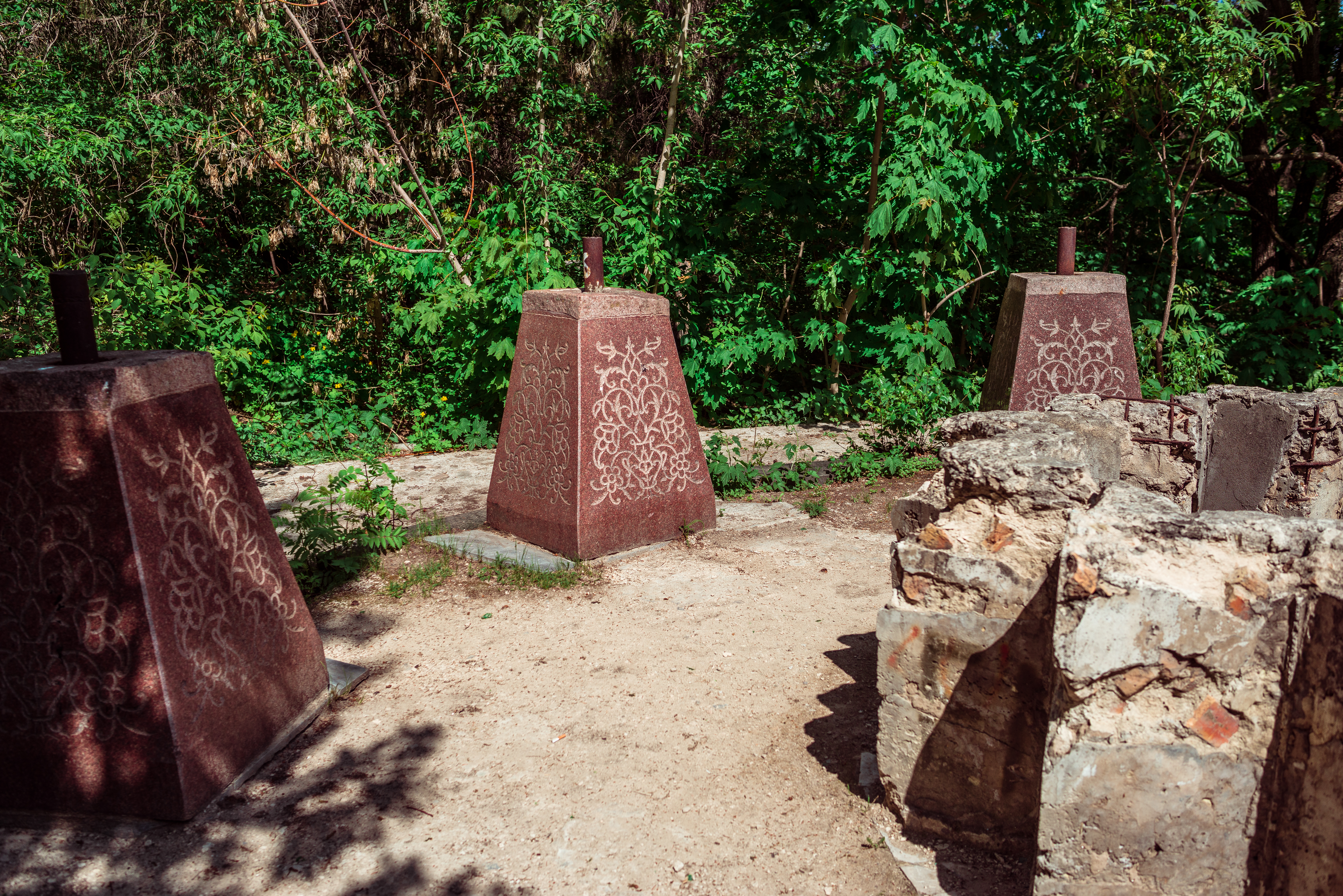
Остатки от беседки Узбекской ССР.
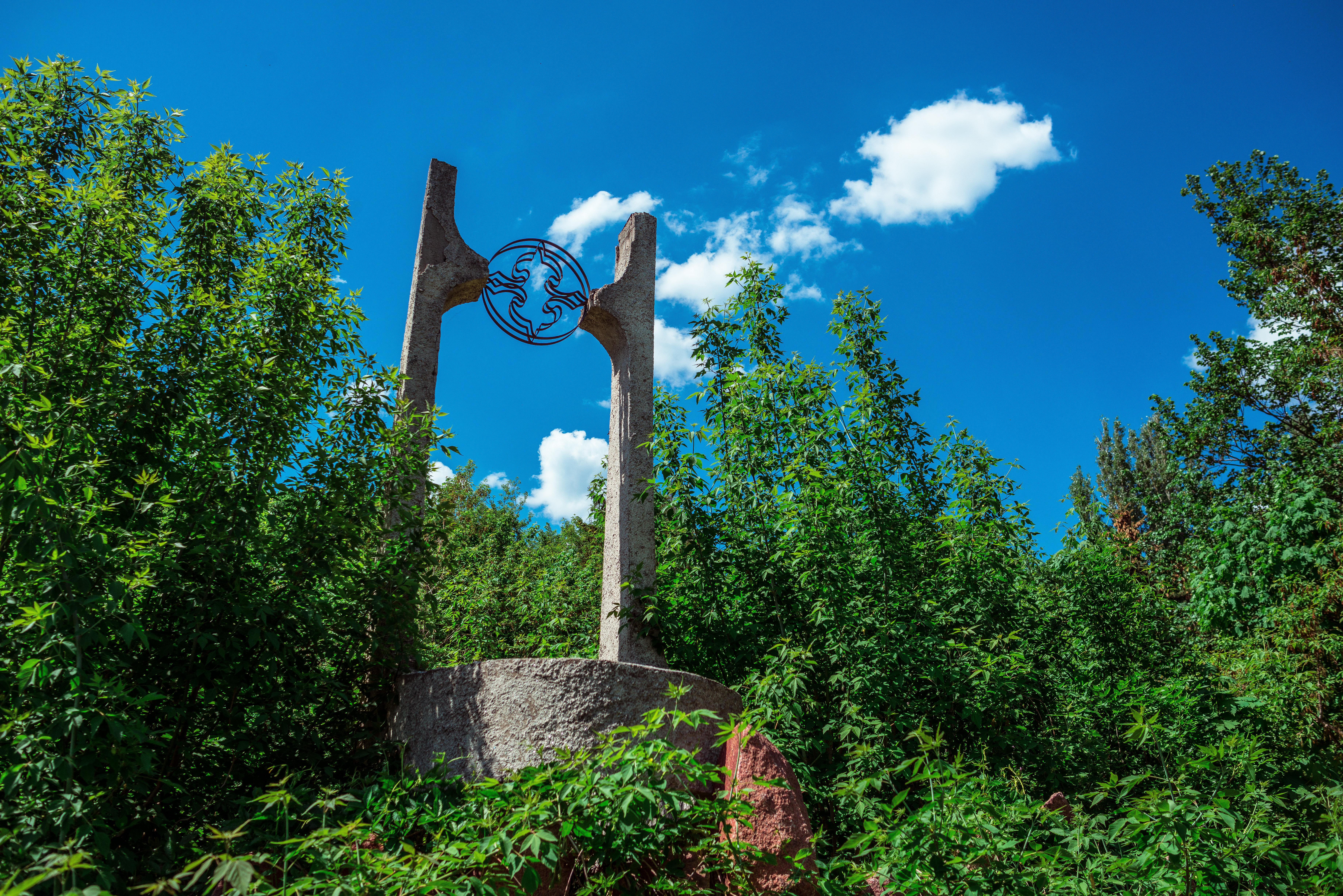
Одна из скульптур парка.
Одна из сохранившихся скульптур парка (Эстония).
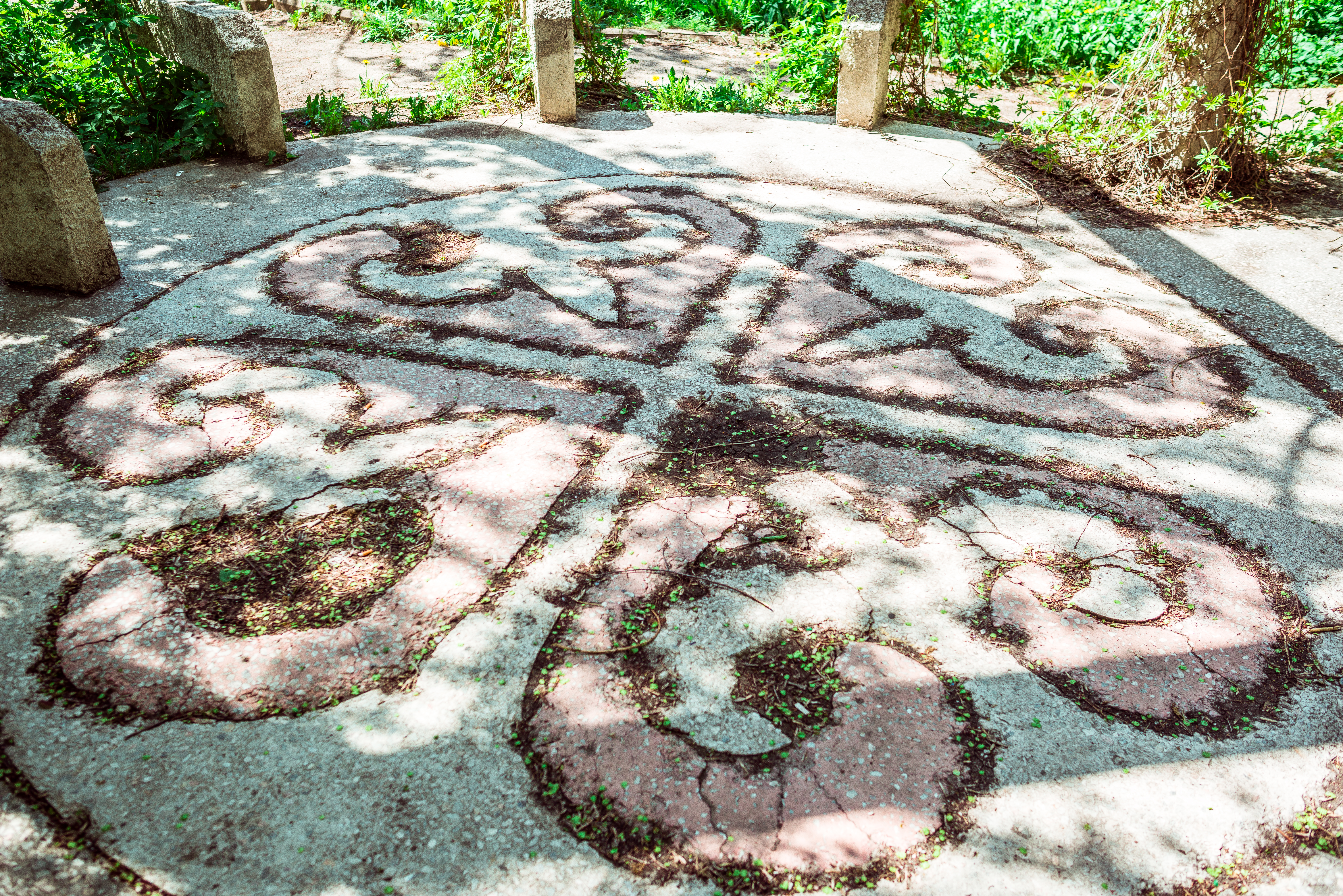
Киргизская ССР.
Скульптура «Казахская ССР».
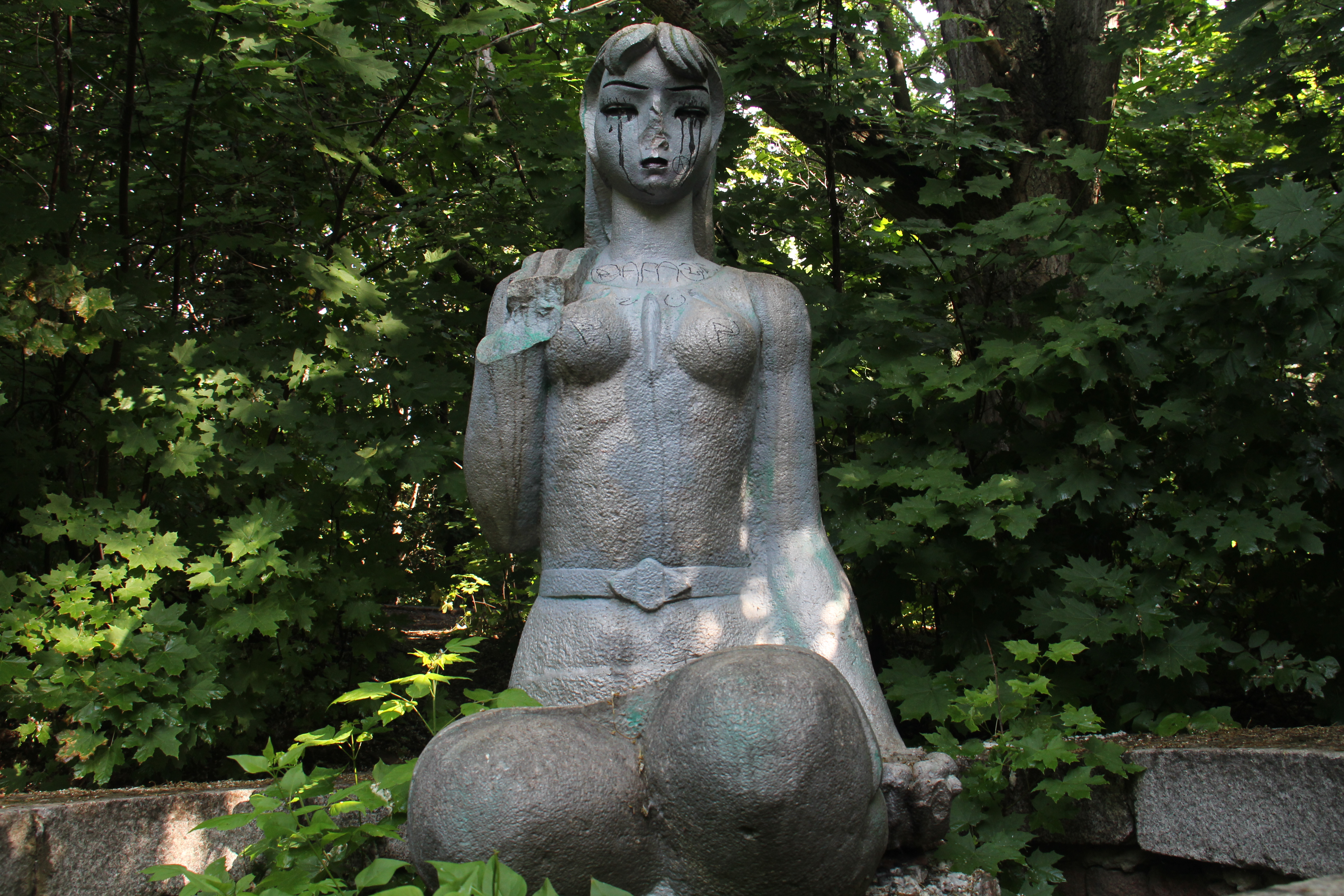
Скульптура девушки на площадке Казахской ССР.
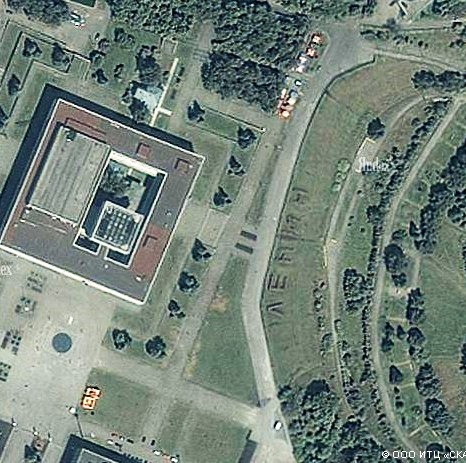
Парк Дружбы Народов, вид сверху.
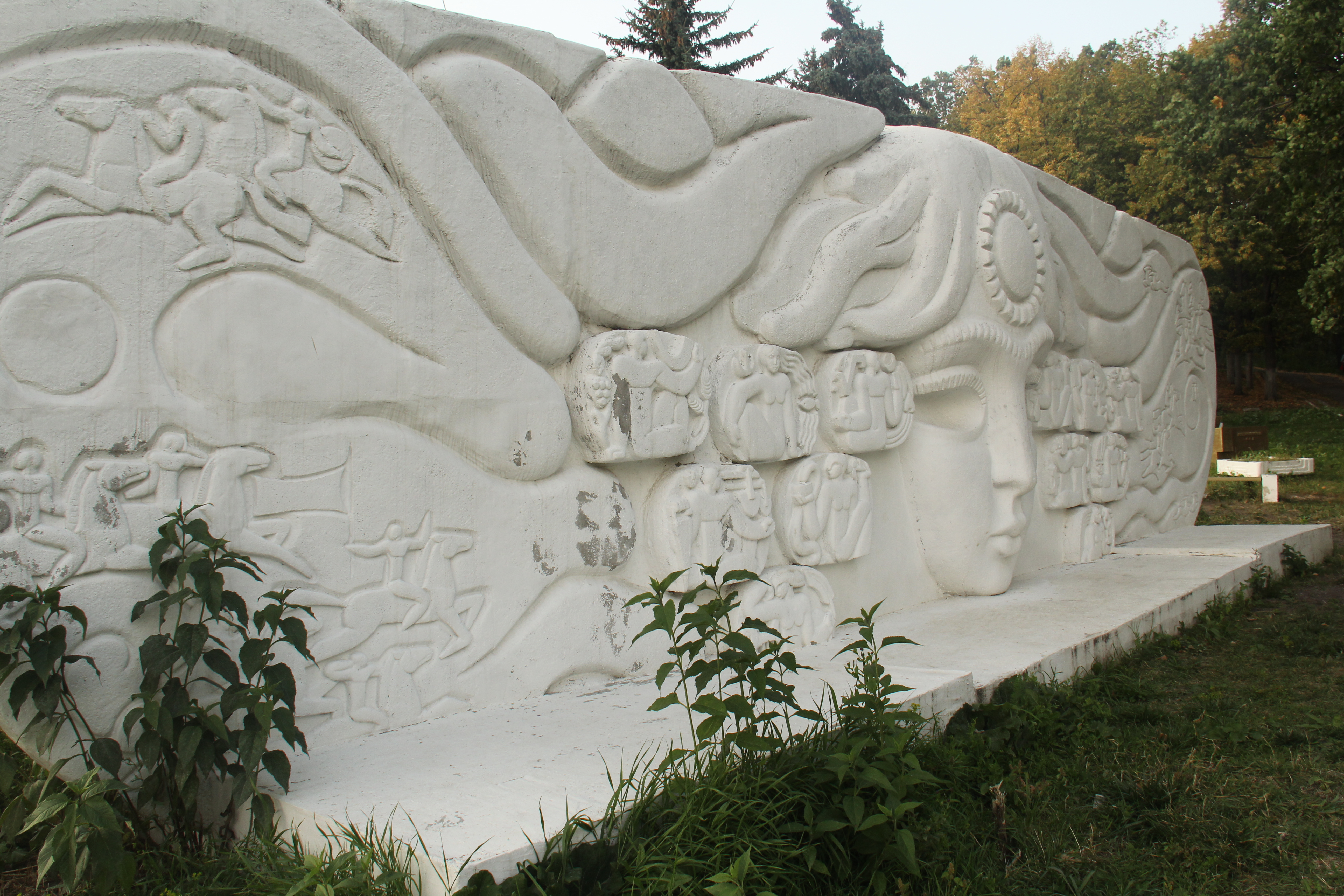
Монумент "Мать Грузии" на площадке Грузинской ССР.
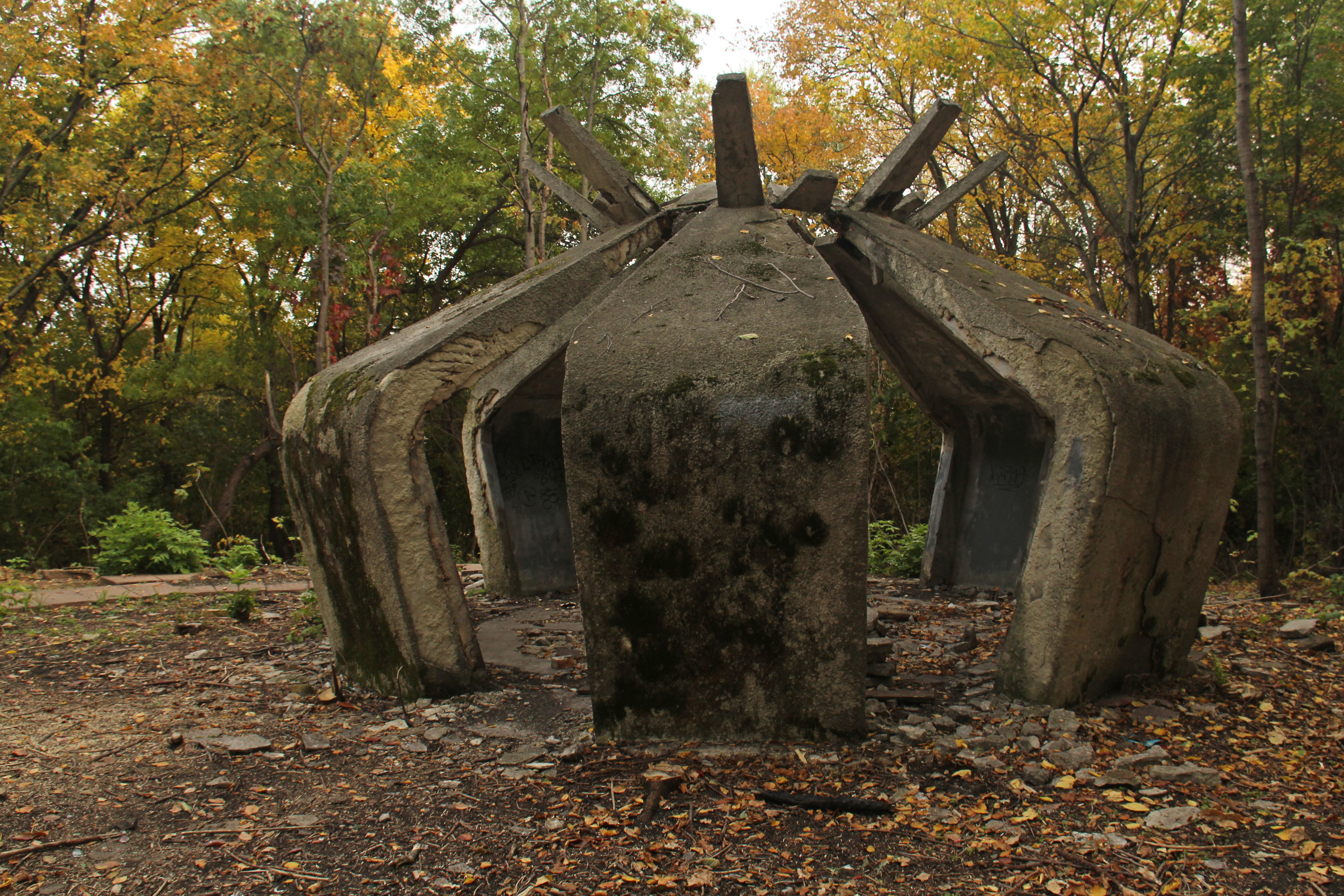
Бетонная юрта.
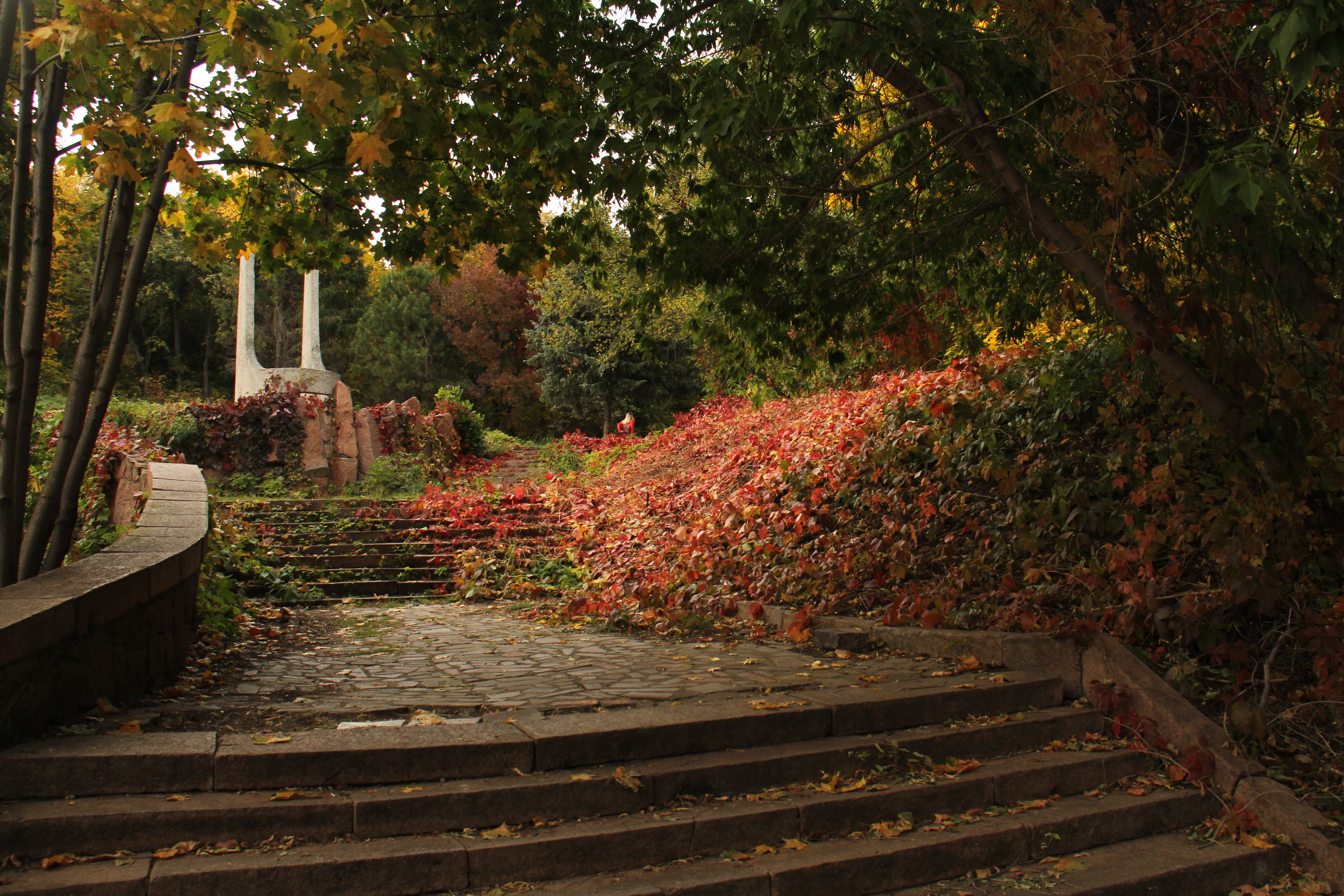
Киргизская ССР.
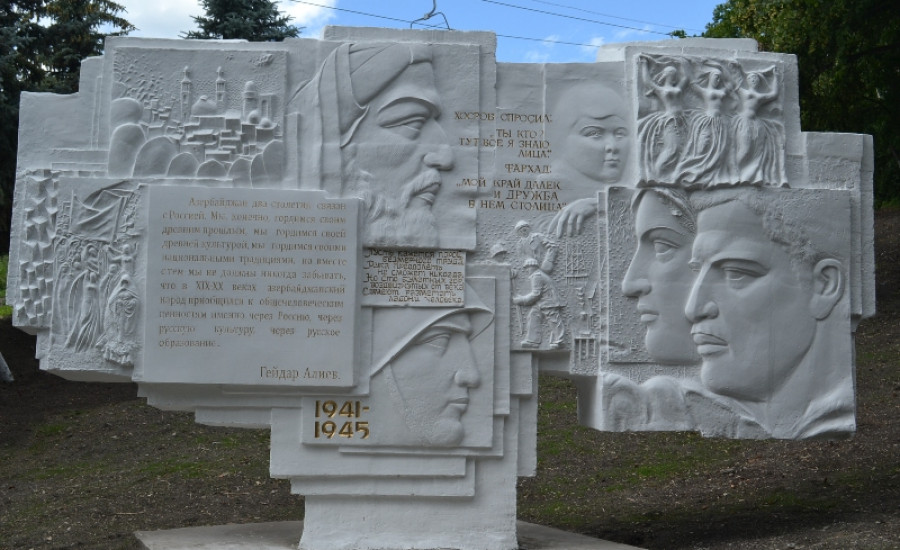
Стела «Страницы истории Азербайджана» (скульпторы  Зейналов Тельман Гейдар оглы и Зейналов Эльдар) [5].